# ايثار جبارة
إيثار جبارة ((بالعربية: ايثار جبارة)، مواليد 1988 في الخرطوم، السودان)، مصورة سودانية مستقلة وناشطة في مجال حقوق الإنسان. اشتهرت بشكل أساسي بصورها الوثائقية للحياة اليومية في السودان والأحداث التي وقعت خلال الثورة السودانية. ركزت في عملها بشكل خاص على صور النساء، وكذلك على التنوع الاجتماعي في السودان.

## الحياة والمهنة الفنية
ولدت جبارة في الخرطوم، السودان، وتحمل شهادة في هندسة الكمبيوتر من جامعة في المملكة العربية السعودية. بعد أن بدأت عملها كمصورة هاوية علمت نفسها بنفسها في سن العشرين، حضرت العديد من ورش العمل في المركز الثقافي الألماني المحلي - معهد جوته - حيث انضمت إلى مصورين سودانيين آخرين، الذين كانوا يطورون مهاراتهم الفنية والتقنية. كجزء من هذه المجموعة، شاركت أيضًا في عدة معارض في الخرطوم نظمتها المراكز الثقافية الألمانية  والفرنسية.

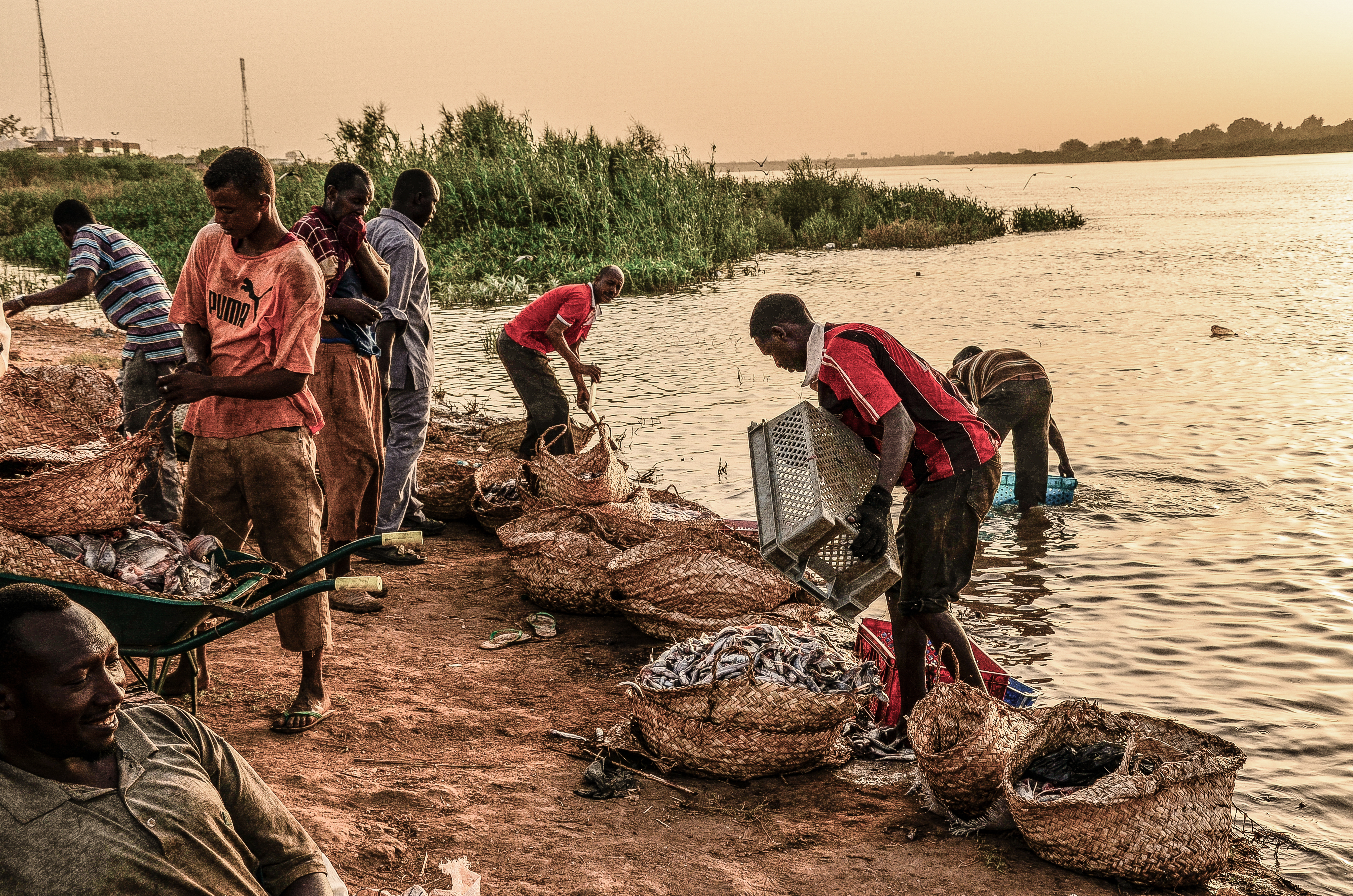
الصيد على نهر النيل ، إيثار جبارة ، 2014

عرضت صورها التي توضح المشاركة المدنية في مجال حقوق الإنسان وخاصة عدم المساواة بين الجنسين للنساء في السودان في مجلات الإنترنت مثل منظمة حقوق الإنسان Dawn MENA ومعهد جوته بالسودان. علاوة على ذلك، صورت جبارة ونقلت كجزء من فريق فنان الجرافيتي السوداني أصيل دياب، وهو يقف أمام لوحة جدارية لمتظاهر قُتل أثناء الثورة على بي بي سي نيوز 'Africa Week in Pictures' في يوليو 2019.
تعيش إيثار في ألمانيا منذ ديسمبر 2019 وتواصل دراستها وتعمل كمصورة في جامعة الفنون الجميلة في هامبورغ، بدعم من منحة دراسية. في يونيو 2020، عرضت MOM Art Space في هامبورغ معرضها الشخصي في الثالث من يونيو ، والذي يعكس الأحداث السياسية في الخرطوم قبل مذبحة الخرطوم، وكذلك صور الأشخاص الذين يعيشون في ظل الحكومة السودانية السابقة.
ظهرت في عام 2021 بين المصورين السودانيين المعاصرين في الكتاب الفرنسي Soudan 2019 أني زيرو. يقدم هذا الكتاب عن الاحتجاجات التي سبقت سقوط الحكومة العسكرية في السودان برئاسة عمر البشير روايات وصور توضح المراحل المختلفة والأشخاص المنخرطين في الثورة السودانية حتى تدمير ما يسمى بمنطقة الاعتصام من قبل قوات الأمن في 3. يونيو 2019.
أعلن مهرجان التصوير الفوتوغرافي Rencontres de la Photographyie في آرل بجنوب فرنسا، الذي استمر من 4 يوليو إلى 26 سبتمبر 2021، عن إقامة معرض عن الثورة السودانية تحت عنوان "ثورة! ثورة ثورة!. وقدمت صوراً لجبارة ومصورين سودانيين آخرين ساهموا في كتاب Soudan 2019 أني زيرو . خلال هذا المهرجان، فازت إيثار بجائزة التصوير الفوتوغرافي Prix de la photo Madame Figaro - Arles 2021 عن قصتها المصورة " كنداكة لا يمكن إيقافها " من قبل المجلة النسائية الفرنسية Madame Figaro، والتي استلزم تكليف تحرير صور الأزياء للمجلة. نُشرت صورها لعارضة الأزياء السنغالية سامب فاتو في العدد الأول من المجلة جولي عام 2022.
بالتعاون مع المهرجان الدولي للسينما ومنتدى حقوق الإنسان (FIFDH)، دعا المتحف الدولي للصليب الأحمر والهلال الأحمر في جنيف الفنانة لحضور مناقشة رئيسية حول النوع الاجتماعي والتنوع في 8 مارس 2022. 

## أنظر أيضا
- التصوير الفوتوغرافي في السودان.
- الفنون التشكيلية للسودان.
- السودان 2019، année zéro.

## روابط خارجية
- السودان. تاريخ الانتفاضة معرض الصور في Recontres de la Photographyie Arles ،2021.
- فيديو لورشة العمل والمعرض "لقاء موغران للصور 2015"، السودان، يضم إيثار جبارة (0:38 ") ومصورين سودانيين آخرين.
- العديد من الأنهار ونيل واحد، عرض شرائح فوتوغرافي 2014، يظهر قصة قبارة " الصيد على النيل " (12:15 ") ومصورين سودانيين آخرين.